# Provincia de Tak
Tak (en tailandés: ตาก) es una de las provincias de Tailandia que limita, en el sentido de las agujas del reloj, con las de Mae Hong Son, Chiang Mai, Lamphun, Lampang, Sukhothai, Kamphaeng Phet, Nakhon Sawan, Uthai Thani y Kanchanaburi. Por el este es fronteriza con el estado birmano de Kayin.

## Geografía
Aproximadamente una cuarta parte de la población pertenece a alguna de las tribus de Tailandia: Yao, Karen (la más numerosa), Akha, Lahu, Hmong y Lisu.
La presa Bhumibol (llamada así en honor del rey Bhumibol Adulyadej) construida entre 1958 y 1964, se encuentra en el subdistrito de Khao Kaew, Amphoe de Sam Ngao. Contiene las aguas del río Ping, uno de los dos afluentes del nacimiento del río Chao Phraya. El lago artificial resultante abarca una superficie de 300 km² y es el más grande de Tailandia.

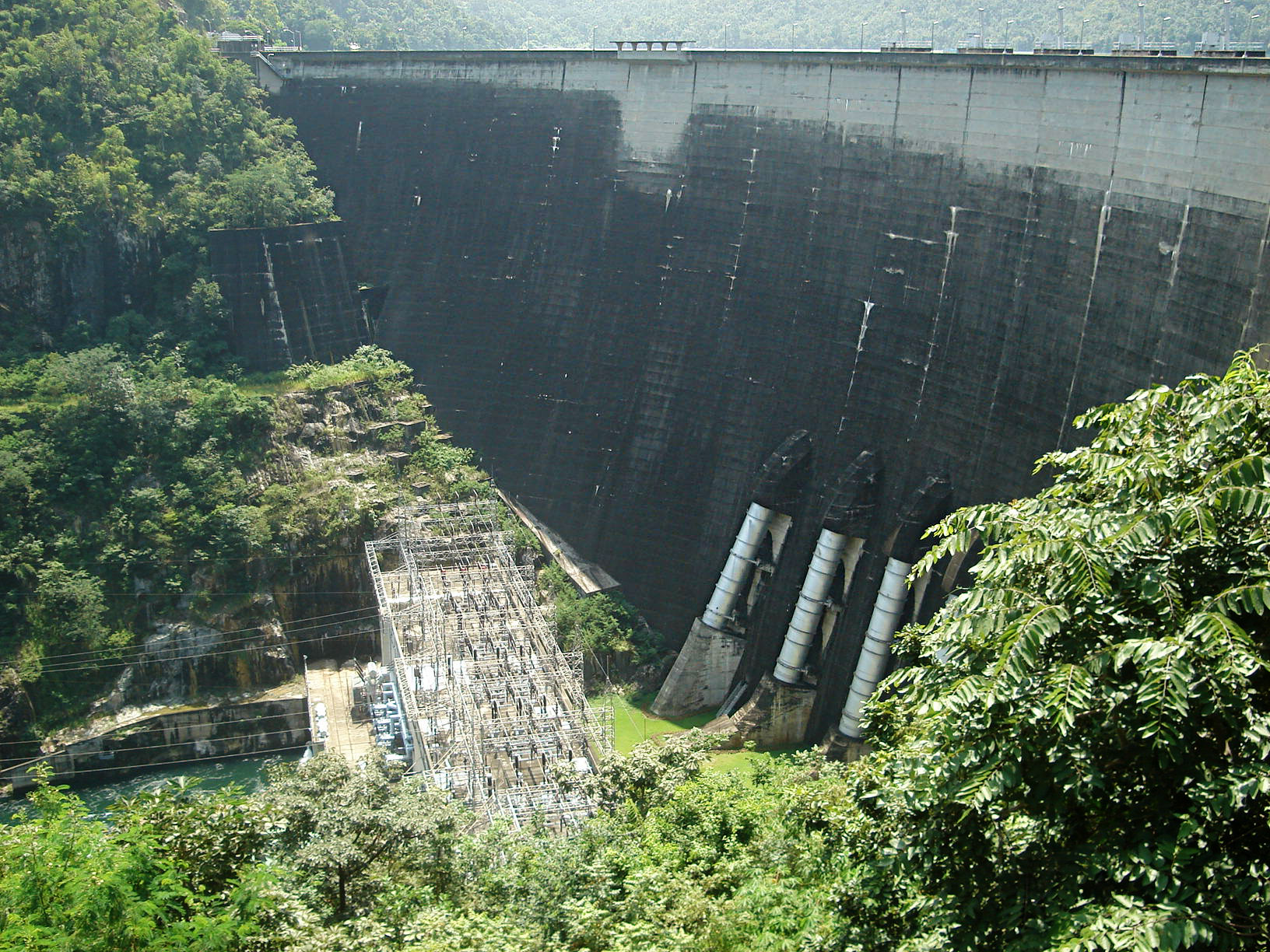
Presa de Bhumibol.

Tak alberga dos parques nacionales: Taksin Maharat y Lan Sang. También destacan en el territorio dos santuarios de fauna: Thungyai Naresuan y el de Huai Kha Khaeng, que fueron declarados por la Unesco, Patrimonio de la Humanidad.

## Historia
Tak fue un reino histórico hace más de 2000 años, incluso anterior al período Sukhothai. El antiguo reino tuvo su momento de mayor esplendor alrededor del siglo I. En el siglo V, la capital del reino se trasladó al sur a Lavo (actualmente la provincia de Lopburi). Se fundó la ciudad de Ban Tak por la reina Jamadevi (tailandés: พระนาง จาม เทวี), princesa del reino de Lavo, alrededor del año 663. Se convirtió en parte del Reino de Sukhothai tras las batallas dirigidas por Ramkhamhaeng el Grande  y formaron la principal fortaleza en el frente occidental. La ciudad fue trasladada más al oeste y se le dio un nuevo nombre, Mueang Rahang, cuando el Reino de Ayutthaya se perdió a manos de los birmanos durante el reinado de Maha Thammaracha. La ciudad fue trasladada de nuevo a la zona este del río Ping a finales del siglo XVIII.
El rey Taksin fue vicegobernador de Tak antes de la caída del reino Ayutthaya. El nombre del rey era en realidad Sin, pero a su paso por Tak se le llamó Tak-Sin.

## Economía
La agricultura es un importante sector de la economía de Tak. La provincia produce arroz, maíz, hortalizas, frutas, carne de res, tilapia y otros alimentos. En la industria destaca la minería, el granito y la joyería. El comercio con Birmania es muy activo.
La presa Bhumibol, en la zona septentrional de Tak, es la más popular atracción turística. El turismo, especialmente el ecoturismo, en la zona sur es de temporada, con destinos populares a las cascadas, excursiones y balsismo en sus diversas reservas forestales. Tak es también famoso por su festival Loy Krathong.

## Símbolos
El emblema de la provincia muestra al rey Naresuan en el elefante real. A veces, por debajo del elefante, se representa un pájaro mítico, el Garudá, símbolo de toda Tailandia. El rey Naresuan se muestra vertiendo agua consagrada sobre el terreno, un acto simbólico para declarar la independencia, en referencia a la guerra de 1584 con Birmania, cuando Tak fue la primera ciudad fronteriza. El árbol provincial es la Xylia kerrii, y la flor es la Bauhinia.

## División administrativa
La provincia se divide en 9 distritos (Amphoe) y estos a su vez en 63 comunas (tambon) y 493 aldeas (muban).
| 1. Mueang Tak 2. Ban Tak 3. Sam Ngao 4. Mae Ramat 5. Tha Song Yang | 1. Mae Sot 2. Phop Phra 3. Umphang 4. Wang Chao |